# Эльшниц (приток Вайсер-Майна)
Эльшниц (нем. Ölschnitz) — река в Германии, протекает по земле Бавария. Правый приток Вайсер-Майна. Речной индекс 24112. Площадь бассейна реки составляет 99,65 км². Длина реки 22,05 км. Высота истока 580 м. Высота устья 380 м.